# 슈퍼 태권 V
"로보트 태권V - 슈퍼-태권브이"(슈퍼 태권V[브이]: Super Taekwon V)는 한국에서 제작된 김청기 제작, 감독의 1982년 애니메이션 영화이다.

## 스태프
- 제작・김청기
- 기획・김춘범
- 각본・조항리
- 구성・조항리
- 원화・마현덕
- 동화・김종진, 고성운, 김일, 이상완, 전영남, 김봉선, 김길충, 박경숙, 조성열, 김승직, 김영덕
- 선화・장혜란, 성수경
- 채화・최희숙, 이영선, 김승택, 김승철, 현재경, 정희미, 양미선
- 배경・강세건, 홍경희
- 그림효과・배상준
- 촬영・유승덕, 정재철
- 음악・최창권
- 노래・최호섭
- 편집・박순덕
- 녹음・유창국
- 효과・윤덕영
- 현상・영화진흥공사현상실
- 녹음・청맥 녹음실
- 제작부장・양동욱
- 협찬・새소년사
- 감독・김청기